# El Santuario
El Santuario là một khu tự quản thuộc tỉnh Antioquia, Colombia. Thủ phủ của khu tự quản El Santuario đóng tại El Santuario Khu tự quản El Santuario có diện tích 75 ki lô mét vuông. Đến thời điểm ngày 28 tháng 5 năm 2005, khu tự quản El Santuario có dân số 25508 người.